# Arnay-le-Duc
Arnay-le-Duc este o comună în departamentul Côte-d'Or, Franța. În 2009 avea o populație de 1,674 de locuitori.

## Evoluția populației
| An        | 1975  | 1982  | 1990  | 1999  | 2006  | 2009  |
| --------- | ----- | ----- | ----- | ----- | ----- | ----- |
| Populație | 2,456 | 2,334 | 2,040 | 1,829 | 1,708 | 1,674 |

## Personalități născute aici
- Stephen Pichon (1857 - 1933), jurnalist, diplomat, om politic.